# Attaché naval
L’Attaché naval est un officier de la marine exerçant une mission diplomatique, cette fonction est normalement remplie par un officier de haut rang.
Il est le représentant du Chef d'état-major de la marine auprès d'un autre État. La section marine de la mission militaire auprès de l’Ambassade est principalement responsable des contacts entre la Marine de son pays et la Marine du pays dans lequel il a été nommé (visites officielles, orientations et axes d’efforts des deux marines, échanges et exercices entre elles, officiers de liaison et d’échange sur le territoire ..). 
Le rôle de l'attaché naval est défini de façon très précise :
- Il est le conseiller technique des chefs de mission ;
- Il est l'informateur du département ministériel dont il relève, il doit faire un inventaire permanent des ressources matérielles et morales de l'étranger ;
- Il représente la Marine nationale à l'étranger - lors des revues, événements, manœuvres, visites ou stages d'officiers ; il entreprend les pourparlers nécessaires et discute des modalités du contrat si son gouvernement désire recevoir une mission ; il prépare les escales ; il peut avoir des entretiens techniques avec les hautes personnalités militaires du pays hôtes ; il peut participer à des conférences d'état-major ; représentant le commandement à l'étranger, il doit veiller à la bonne conduite des officiers, sous-officiers et soldats séjournant à l'étranger.

Au jour le jour, la section marine organise les escales de bateaux de son pays dans les ports du pays hôte, et prépare toutes les autorisations d’atterrissage et décollage des avions de la marine du pays accréditant sur le sol du pays hôte.

## Sources
- Geneviève Salkin-Laparra, Marins et diplomates : les attachés navals, 1860-1914, SHM, Vincennes, 1990.